# Кубок Північної Ірландії з футболу 2001—2002
Кубок Північної Ірландії з футболу 2001–2002 — 122-й розіграш кубкового футбольного турніру в Північній Ірландії. Титул здобув Лінфілд.

## 1/16 фіналу
| Команда 1         | Рахунок | Команда 2              |
| ----------------- | ------- | ---------------------- |
| 19 січня 2002     |         |                        |
| Арма Сіті         | 2:5     | Данганнон Свіфтс       |
| Балліклер Комрадс | 4:1     | Барн Юнайтед           |
| Бангор            | 0:2     | Крузейдерс             |
| Брентвуд          | 1:1     | Мойола Парк            |
| Каррік Рейнджерс  | 4:3     | Лісберн Дістіллері     |
| Кліфтонвілл       | 1:1     | Портадаун              |
| Колрейн           | 5:3     | Донегол Селтік         |
| Гленавон          | 0:0     | Лурган Селтік          |
| Гленторан         | 1:0     | Ньюрі Таун             |
| Інститут          | 4:1     | Ардс Рейнджерс         |
| Кіллілей Ют       | 4:1     | Баллінамаллард Юнайтед |
| Лінфілд           | 3:0     | Портстюарт             |
| Лофголл           | 2:2     | Ларн                   |
| Ома Таун          | 0:0     | Балліміна Юнайтед      |
| Тобермор Юнайтед  | 1:2     | Данмуррі Рікріейшн     |
| 30 січня 2002     |         |                        |
| Ардс              | 2:1     | Лімаваді Юнайтед       |

Перегравання
| Команда 1         | Рахунок      | Команда 2     |
| ----------------- | ------------ | ------------- |
| 22 січня 2002     |              |               |
| Портадаун         | 2:1          | Кліфтонвілл   |
| Ларн              | 1:1 пен. 4:2 | Лофголл       |
| 24 січня 2002     |              |               |
| Мойола Парк       | 1:0 дч       | Брентвуд      |
| 29 січня 2002     |              |               |
| Гленавон          | 1:1 пен. 3:2 | Лурган Селтік |
| 30 січня 2002     |              |               |
| Балліміна Юнайтед | 2:1          | Ома Таун      |

## 1/8 фіналу
| Команда 1         | Рахунок | Команда 2          |
| ----------------- | ------- | ------------------ |
| 16 лютого 2002    |         |                    |
| Крузейдерс        | 1:1     | Данганнон Свіфтс   |
| Балліміна Юнайтед | 0:3     | Гленавон           |
| Ардс              | 0:5     | Гленторан          |
| Балліклер Комрадс | 3:1     | Данмуррі Рікріейшн |
| Мойола Парк       | 3:3     | Колрейн            |
| Каррік Рейнджерс  | 0:7     | Лінфілд            |
| Портадаун         | 3:1     | Інститут           |
| Ларн              | 0:0     | Кіллілей Ют        |

Перегравання
| Команда 1        | Рахунок | Команда 2   |
| ---------------- | ------- | ----------- |
| 21 лютого 2002   |         |             |
| Данганнон Свіфтс | 1:0     | Крузейдерс  |
| 25 лютого 2002   |         |             |
| Колрейн          | 5:1     | Мойола Парк |
| Ларн             | 1:2     | Кіллілей Ют |

## 1/4 фіналу
| Команда 1      | Рахунок | Команда 2         |
| -------------- | ------- | ----------------- |
| 9 березня 2002 |         |                   |
| Колрейн        | 2:0     | Данганнон Свіфтс  |
| Лінфілд        | 3:0     | Гленавон          |
| Гленторан      | 1:1     | Портадаун         |
| Кіллілей Ют    | 1:0     | Балліклер Комрадс |

Перегравання
| Команда 1       | Рахунок | Команда 2 |
| --------------- | ------- | --------- |
| 12 березня 2002 |         |           |
| Портадаун       | 4:3     | Гленторан |

## 1/2 фіналу
| Команда 1     | Рахунок | Команда 2   |
| ------------- | ------- | ----------- |
| 6 квітня 2002 |         |             |
| Портадаун     | 2:0     | Колрейн     |
| Лінфілд       | 4:0     | Кіллілей Ют |

## Фінал
| 11 травня 2002 |

| Лінфілд         | 2:1 дч   | Портадаун |
| --------------- | -------- | --------- |
| Морган 14', 22' | Протокол | Нілл 6'   |

| Віндзор Парк, Белфаст Глядачів: 11 129 |